# Kecege
Kecege (szlovákul: Kociha) község Szlovákiában, a Besztercebányai kerületben, a Rimaszombati járásban.

## Fekvése

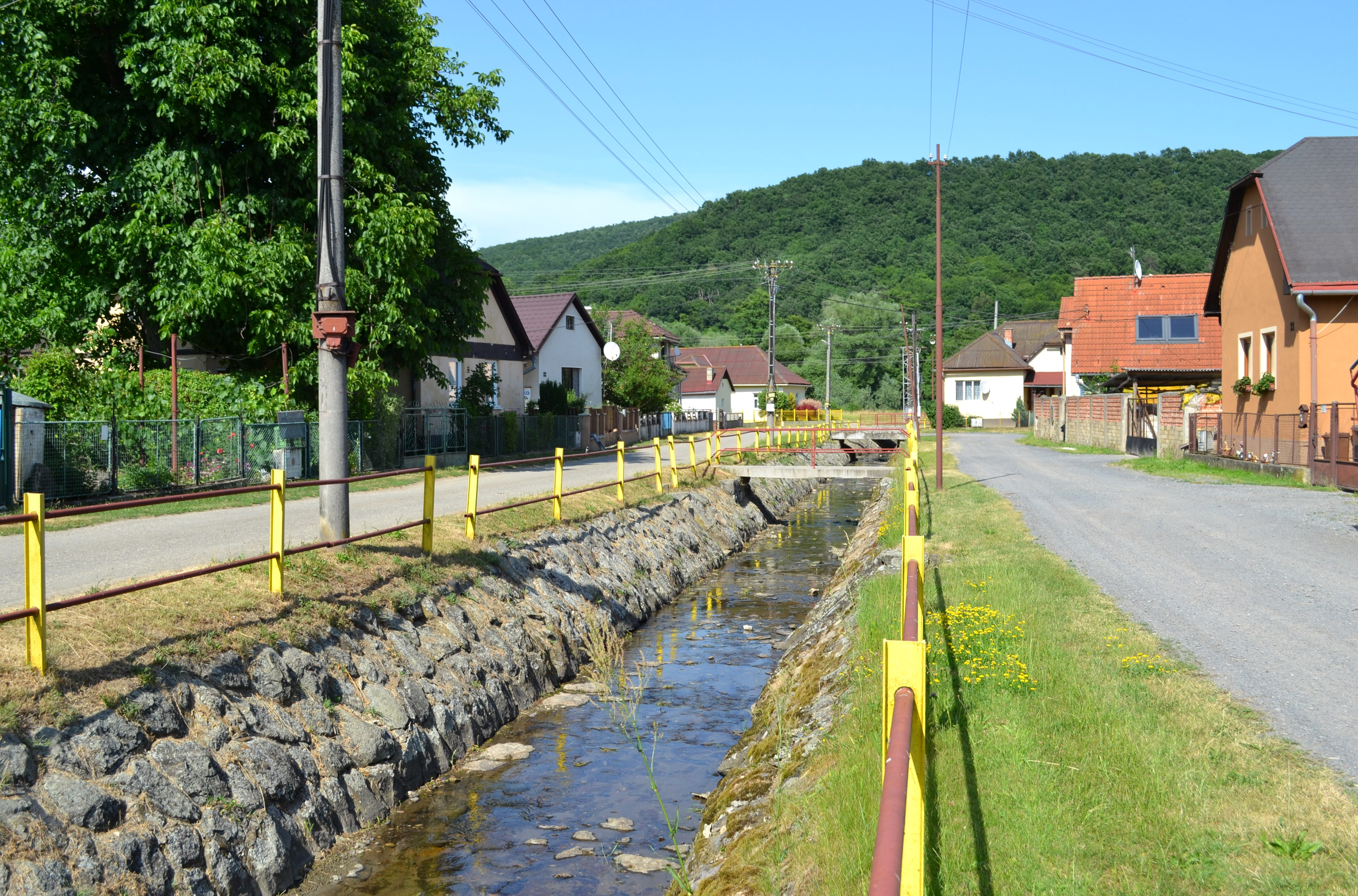

Rimaszombattól 12 km-re északnyugatra, a Rima jobb partján, a Kecegei patak torkolatánál fekszik.

## Története
1298-ban „Kechege” néven említik először. 1360-ban „Kecheke”, 1404-ben „Kechegew” alakban szerepel az írott forrásokban. A Jánoky és Jákóffy család birtoka volt. Később több nemesi család tulajdonában állt. Lakói mezőgazdasággal, állattartással és bognármesterséggel foglalkoztak. Egykor üveggyár és sörfőzde működött a községben.
Vályi András szerint: „KECZEGE. vagy Koczika. Tót falu Kis Hont Várm. földes Urai Szent Iványi, és több Uraságok, lakosai evangelikusok, fekszik Rahonak szomszédságában, és annak filiája, Szeltzével, és Felső Szkálnokkal is határos, határja 3 nyomásbéli, földgye motsáros, meg termi középszerűen a’ kétszerest, búzát, rozsot, és zabot, réttyei igen termékenyek, erdők nélkül szűkölködik.”
Fényes Elek geográfiai szótárában: „Keczeghe, Gömör-Kis-Honth v. tót falu, Rahóhoz 1/2 órányira: 24 kath., 237 evang. lak. A rahói urak birják.” Archiválva 2007. szeptember 27-i dátummal a Wayback Machine-ben
Gömör-Kishont vármegye monográfiája szerint: "Keczege, rimavölgyi kisközség, 59 házzal és 269, túlnyomó számban tót ajkú és ág. ev. h. vallású lakossal. E községnek a Jákóffy és a Jánoky, majd a Kende családok voltak a birtokosai. Most Széky Péternének, szül. Kende Erzsébetnek és Okolicsányi Gáspárnak van itt nagyobb birtokuk és az előbbinek régi kúriája. Az evangélikus templom 1856-ban épült. A község postája Gömörráhó, távírója és vasúti állomása pedig Rimabánya.”
A trianoni diktátumig területe Gömör-Kishont vármegye Rimaszombati járásához tartozott.

## Népessége
| Év:            | 1994. | 2004.   | 2014.   | 2024.   |
| -------------- | ----- | ------- | ------- | ------- |
| Emberek száma: | 245   | 230     | 213     | 193     |
| Eltérés:       |       | -6,12 % | -7,39 % | -9,38 % |

| Év:            | 2023. | 2024.   |
| -------------- | ----- | ------- |
| Emberek száma: | 195   | 193     |
| Eltérés:       |       | -1,02 % |

1910-ben 251, többségben szlovák anyanyelvű lakosa volt, jelentős magyar kisebbséggel.
2001-ben 233 lakosából 228 szlovák volt.
2011-ben 209 lakosából 183 szlovák volt.

## Neves személyek
- Itt született 1858-ban Hüvössy Lajos evangélikus lelkész, dékán, régész, a rimaszombati múzeum egyik alapítója.

## Nevezetességei

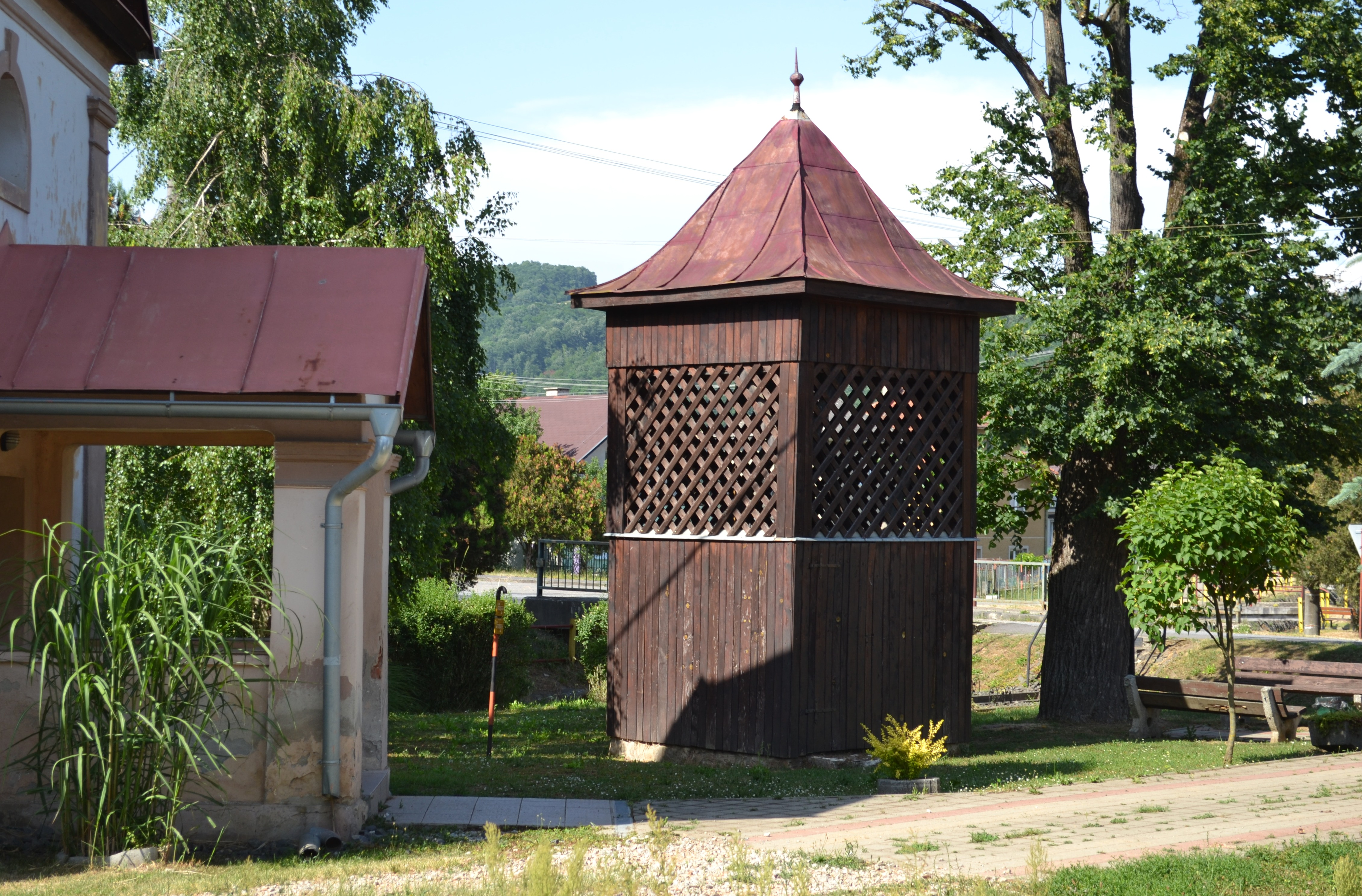
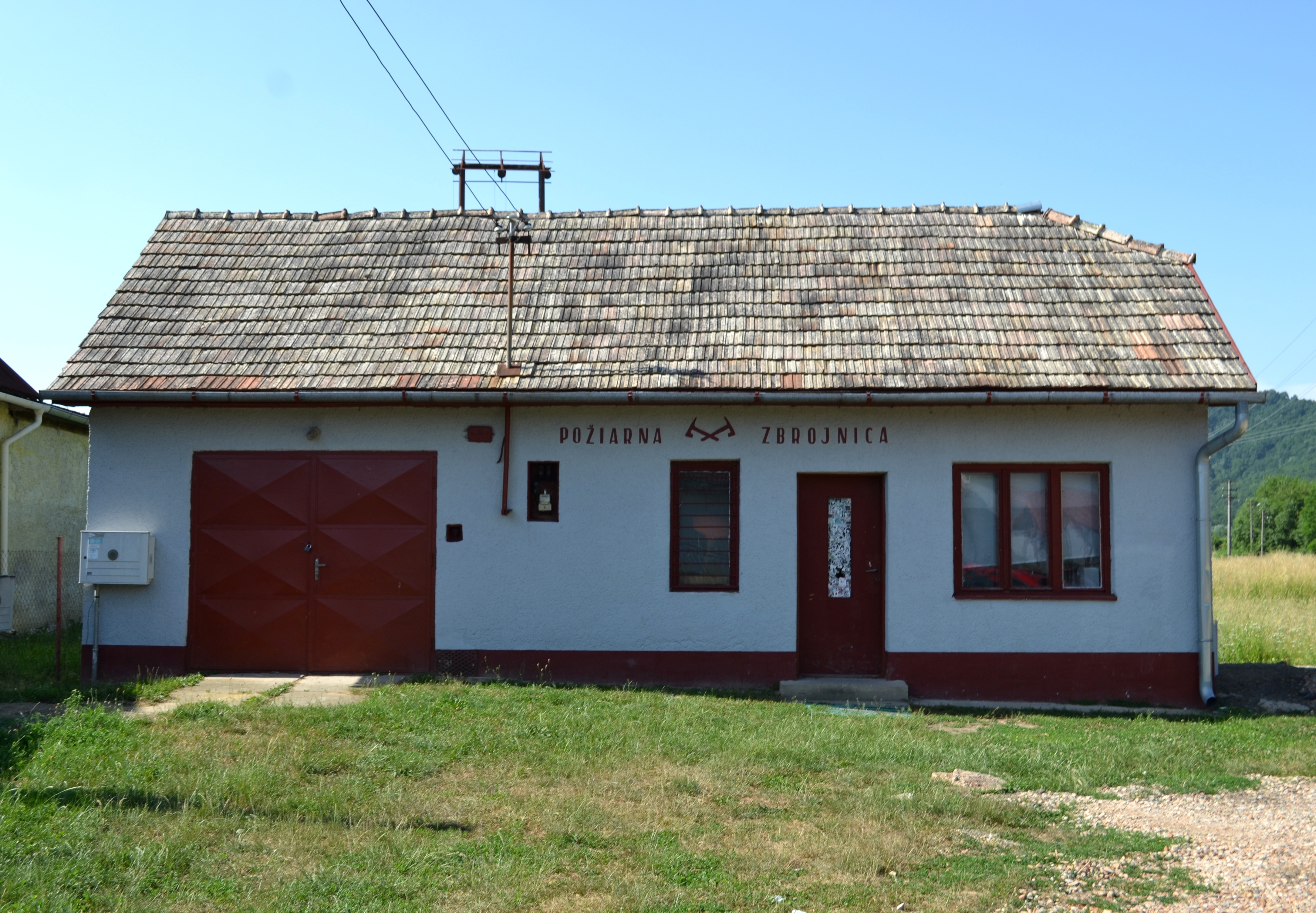
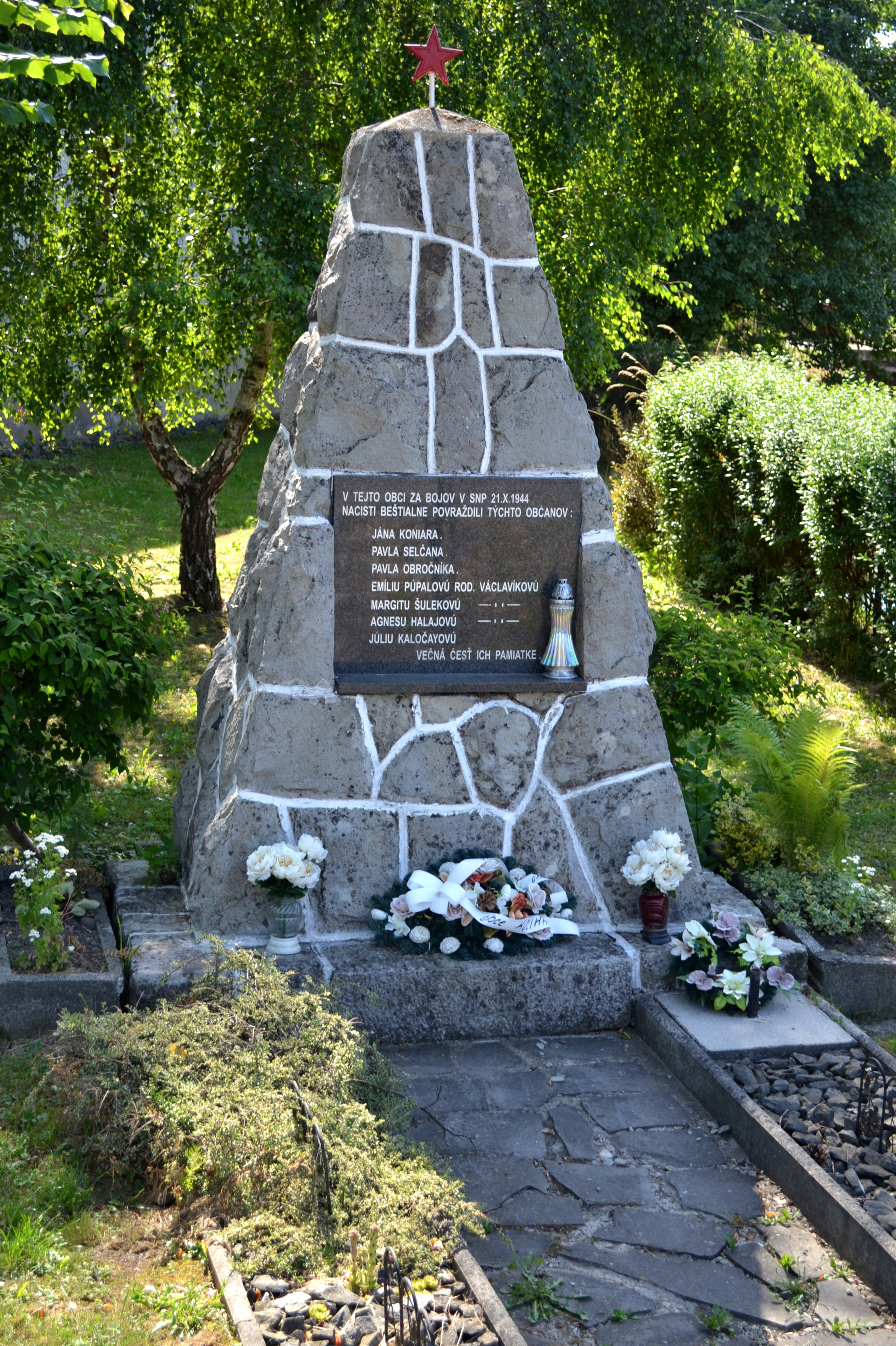

- Evangélikus temploma 1856-ban torony nélkül épült, 1910-ben neoklasszicista stílusban megújították. Közelében alacsony harangtorony áll.